# México en la Clasificación de Concacaf para la Copa Mundial de Fútbol
La Selección de fútbol de México, ha estado presente en diecisiete de las veintiún ediciones de la clasificación para la Copa Mundial de Fútbol, clasificando en catorce de ellas, y resultó eliminada en tres ocasiones (1934, 1974, 1982). Mientras que en 1938 declinó disputar la fase de clasificación, en 1990 fue suspendida por la FIFA, y por ende no participó en la eliminatoria. En 1970,  1986 y 2026 ganó su cupo como anfitrión del certamen, y por lo tanto no requirió disputar su participación.
En cuanto a resultados, el marcador más abultado obtenido en eliminatorias fue el 11:0 sobre San Vicente y las Granadinas rumbo a Estados Unidos 1994. En el rubro de goleadores, Jared Borgetti con sus veintitrés anotaciones es el máximos goleador en este torneo; en lo que respecta al número de encuentros, Andrés Guardado lidera la lista con 48 partidos. 

## Historial de enfrentamientos

### Antillas Neerlandesas
| # | Fecha      | Ciudad                  | Local                 |                                  | Res. |                                  | Visitante             | Competición |
| - | ---------- | ----------------------- | --------------------- | -------------------------------- | ---- | -------------------------------- | --------------------- | ----------- |
| 1 | 05/04/1961 | Ciudad de México        | México                | Bandera de México                | 7-0  | Bandera de Antillas Neerlandesas | Antillas Neerlandesas | 1962        |
| 2 | 21/05/1961 | Willemstad              | Antillas Neerlandesas | Bandera de Antillas Neerlandesas | 0-0  | Bandera de México                | México                | 1962        |
| 3 | 08/12/1973 | Puerto Príncipe (Haití) | México                | Bandera de México                | 8-0  | Bandera de Antillas Neerlandesas | Antillas Neerlandesas | 1974        |

### Belice
| # | Fecha      | Ciudad        | Local  |                   | Res. |                   | Visitante | Competición |
| - | ---------- | ------------- | ------ | ----------------- | ---- | ----------------- | --------- | ----------- |
| 1 | 15/06/2008 | Houston (EUA) | Belice | Bandera de Belice | 0-2  | Bandera de México | México    | 2010        |
| 2 | 21/06/2008 | Monterrey     | México | Bandera de México | 7-0  | Bandera de Belice | Belice    | 2010        |

### Canadá
| #  | Fecha      | Ciudad            | Local  |                   | Res. |                   | Visitante | Competición |
| -- | ---------- | ----------------- | ------ | ----------------- | ---- | ----------------- | --------- | ----------- |
| 1  | 30/06/1957 | Montreal          | Canadá | Bandera de Canadá | 0-3  | Bandera de México | México    | 1958        |
| 2  | 03/07/1957 | Ciudad de México  | México | Bandera de México | 2-0  | Bandera de Canadá | Canadá    | 1958        |
| 3  | 24/08/1972 | Toronto           | Canadá | Bandera de Canadá | 0-1  | Bandera de México | México    | 1974        |
| 4  | 06/09/1972 | Ciudad de México  | México | Bandera de México | 2-1  | Bandera de Canadá | Canadá    | 1974        |
| 5  | 10/10/1976 | Vancouver         | Canadá | Bandera de Canadá | 1-0  | Bandera de México | México    | 1978        |
| 6  | 27/10/1976 | Toluca            | México | Bandera de México | 0-0  | Bandera de Canadá | Canadá    | 1978        |
| 7  | 22/10/1977 | Monterrey         | México | Bandera de México | 3-1  | Bandera de Canadá | Canadá    | 1978        |
| 8  | 18/10/1980 | Toronto           | Canadá | Bandera de Canadá | 1-1  | Bandera de México | México    | 1982        |
| 9  | 16/11/1980 | Ciudad de México  | México | Bandera de México | 1-1  | Bandera de Canadá | Canadá    | 1982        |
| 10 | 15/11/1981 | Tegucigalpa (HON) | México | Bandera de México | 1-1  | Bandera de Canadá | Canadá    | 1982        |
| 11 | 25/04/1993 | Ciudad de México  | México | Bandera de México | 4-0  | Bandera de Canadá | Canadá    | 1994        |
| 12 | 09/05/1993 | Toronto           | Canadá | Bandera de Canadá | 1-2  | Bandera de México | México    | 1994        |
| 13 | 02/03/1997 | Ciudad de México  | México | Bandera de México | 4-0  | Bandera de Canadá | Canadá    | 1998        |
| 14 | 12/10/1997 | Edmonton          | Canadá | Bandera de Canadá | 2-2  | Bandera de México | México    | 1998        |
| 15 | 15/08/2000 | Ciudad de México  | México | Bandera de México | 2-0  | Bandera de Canadá | Canadá    | 2002        |
| 16 | 15/11/2000 | Toronto           | Canadá | Bandera de Canadá | 0-0  | Bandera de México | México    | 2002        |
| 17 | 10/09/2008 | Tuxtla Gutiérrez  | México | Bandera de México | 2-1  | Bandera de Canadá | Canadá    | 2010        |
| 18 | 15/10/2008 | Edmonton          | Canadá | Bandera de Canadá | 2-2  | Bandera de México | México    | 2010        |
| 19 | 25/03/2016 | Vancouver         | Canadá | Bandera de Canadá | 0-3  | Bandera de México | México    | 2018        |
| 20 | 29/03/2016 | Ciudad de México  | México | Bandera de México | 2-0  | Bandera de Canadá | Canadá    | 2018        |
| 21 | 7/10/2021  | Ciudad de México  | México | Bandera de México | 1-1  | Bandera de Canadá | Canadá    | 2022        |
| 22 | 16/11/2021 | Edmonton          | Canadá | Bandera de Canadá | 2-1  | Bandera de México | México    | 2022        |

### Costa Rica
| #  | Fecha      | Ciudad           | Local      |                       | Res. |                       | Visitante  | Competición |
| -- | ---------- | ---------------- | ---------- | --------------------- | ---- | --------------------- | ---------- | ----------- |
| 1  | 20/10/1957 | Ciudad de México | México     | Bandera de México     | 2-0  | Bandera de Costa Rica | Costa Rica | 1958        |
| 2  | 27/10/1957 | San José         | Costa Rica | Bandera de Costa Rica | 1-1  | Bandera de México     | México     | 1958        |
| 3  | 22/03/1961 | San José         | Costa Rica | Bandera de Costa Rica | 1-0  | Bandera de México     | México     | 1962        |
| 4  | 12/04/1961 | Ciudad de México | México     | Bandera de México     | 4-1  | Bandera de Costa Rica | Costa Rica | 1962        |
| 5  | 25/04/1965 | San José         | Costa Rica | Bandera de Costa Rica | 0-0  | Bandera de México     | México     | 1966        |
| 6  | 16/05/1965 | Ciudad de México | México     | Bandera de México     | 1-0  | Bandera de Costa Rica | Costa Rica | 1966        |
| 7  | 22/11/1992 | Ciudad de México | México     | Bandera de México     | 4-0  | Bandera de Costa Rica | Costa Rica | 1994        |
| 8  | 29/11/1992 | San José         | Costa Rica | Bandera de Costa Rica | 2-0  | Bandera de México     | México     | 1994        |
| 9  | 16/03/1997 | Tibás            | Costa Rica | Bandera de Costa Rica | 0-0  | Bandera de México     | México     | 1998        |
| 10 | 09/11/1997 | Ciudad de México | México     | Bandera de México     | 3-3  | Bandera de Costa Rica | Costa Rica | 1998        |
| 11 | 16/06/2001 | Ciudad de México | México     | Bandera de México     | 1-2  | Bandera de Costa Rica | Costa Rica | 2002        |
| 12 | 07/10/2001 | Tibás            | Costa Rica | Bandera de Costa Rica | 0-0  | Bandera de México     | México     | 2002        |
| 13 | 09/02/2005 | Tibás            | Costa Rica | Bandera de Costa Rica | 1-2  | Bandera de México     | México     | 2006        |
| 14 | 17/08/2005 | Ciudad de México | México     | Bandera de México     | 2-0  | Bandera de Costa Rica | Costa Rica | 2006        |
| 15 | 28/03/2009 | Ciudad de México | México     | Bandera de México     | 2-0  | Bandera de Costa Rica | Costa Rica | 2010        |
| 16 | 05/09/2009 | Tibás            | Costa Rica | Bandera de Costa Rica | 0-3  | Bandera de México     | México     | 2010        |
| 17 | 07/09/2012 | San José         | Costa Rica | Bandera de Costa Rica | 0-2  | Bandera de México     | México     | 2014        |
| 18 | 11/09/2012 | Ciudad de México | México     | Bandera de México     | 1-0  | Bandera de Costa Rica | Costa Rica | 2014        |
| 19 | 11/06/2013 | Ciudad de México | México     | Bandera de México     | 0-0  | Bandera de Costa Rica | Costa Rica | 2014        |
| 20 | 15/10/2013 | San José         | Costa Rica | Bandera de Costa Rica | 2-1  | Bandera de México     | México     | 2014        |
| 21 | 24/03/2017 | Ciudad de México | México     | Bandera de México     | 2-0  | Bandera de Costa Rica | Costa Rica | 2018        |
| 22 | 05/09/2017 | San José         | Costa Rica | Bandera de Costa Rica | 1-1  | Bandera de México     | México     | 2018        |
| 23 | 05/09/2021 | San José         | Costa Rica | Bandera de Costa Rica | 0-1  | Bandera de México     | México     | 2022        |
| 24 | 30/01/2022 | Ciudad de México | México     | Bandera de México     | 0-0  | Bandera de Costa Rica | Costa Rica | 2022        |

### Cuba
| # | Fecha      | Ciudad           | Local  |                   | Res. |                 | Visitante | Competición |
| - | ---------- | ---------------- | ------ | ----------------- | ---- | --------------- | --------- | ----------- |
| 1 | 04/03/1934 | Ciudad de México | México | Bandera de México | 3-2  | Bandera de Cuba | Cuba      | 1934        |
| 2 | 11/03/1934 | Ciudad de México | México | Bandera de México | 5-0  | Bandera de Cuba | Cuba      | 1934        |
| 3 | 18/03/1934 | Ciudad de México | México | Bandera de México | 4-1  | Bandera de Cuba | Cuba      | 1934        |
| 4 | 11/09/1949 | Ciudad de México | México | Bandera de México | 2-0  | Bandera de Cuba | Cuba      | 1950        |
| 5 | 25/09/1949 | Ciudad de México | México | Bandera de México | 3-0  | Bandera de Cuba | Cuba      | 1950        |
| 6 | 01/11/1981 | Ciudad de México | México | Bandera de México | 4-0  | Bandera de Cuba | Cuba      | 1982        |

### Dominica
| # | Fecha      | Ciudad            | Local    |                     | Res. |                     | Visitante | Competición |
| - | ---------- | ----------------- | -------- | ------------------- | ---- | ------------------- | --------- | ----------- |
| 1 | 19/06/2004 | San Antonio (EUA) | Dominica | Bandera de Dominica | 0-10 | Bandera de México   | México    | 2006        |
| 2 | 27/06/2004 | Aguascalientes    | México   | Bandera de México   | 8-0  | Bandera de Dominica | Dominica  | 2006        |

### El Salvador
| #  | Fecha      | Ciudad            | Local       |                        | Res. |                        | Visitante   | Competición |
| -- | ---------- | ----------------- | ----------- | ---------------------- | ---- | ---------------------- | ----------- | ----------- |
| 1  | 12/10/1977 | Ciudad de México  | México      | Bandera de México      | 3-1  | Bandera de El Salvador | El Salvador | 1978        |
| 2  | 06/11/1981 | Tegucigalpa (HON) | El Salvador | Bandera de El Salvador | 1-0  | Bandera de México      | México      | 1982        |
| 3  | 04/04/1993 | San Salvador      | El Salvador | Bandera de El Salvador | 2-1  | Bandera de México      | México      | 1994        |
| 4  | 18/04/1993 | Ciudad de México  | México      | Bandera de México      | 3-1  | Bandera de El Salvador | El Salvador | 1994        |
| 5  | 08/06/1997 | San Salvador      | El Salvador | Bandera de El Salvador | 0-1  | Bandera de México      | México      | 1998        |
| 6  | 12/10/1997 | Ciudad de México  | México      | Bandera de México      | 5-0  | Bandera de El Salvador | El Salvador | 1998        |
| 7  | 06/06/2009 | San Salvador      | El Salvador | Bandera de El Salvador | 2-1  | Bandera de México      | México      | 2010        |
| 8  | 10/10/2009 | Ciudad de México  | México      | Bandera de México      | 4-1  | Bandera de El Salvador | El Salvador | 2010        |
| 9  | 12/06/2012 | San Salvador      | El Salvador | Bandera de El Salvador | 1-2  | Bandera de México      | México      | 2014        |
| 10 | 16/10/2012 | Torreón           | México      | Bandera de México      | 2-0  | Bandera de El Salvador | El Salvador | 2014        |
| 11 | 13/11/2015 | Ciudad de México  | México      | Bandera de México      | 3-0  | Bandera de El Salvador | El Salvador | 2018        |
| 12 | 08/09/2016 | San Salvador      | El Salvador | Bandera de El Salvador | 1-3  | Bandera de México      | México      | 2018        |
| 13 | 13/10/2021 | San Salvador      | El Salvador | Bandera de El Salvador | 0-2  | Bandera de México      | México      | 2022        |
| 14 | 30/03/2022 | Ciudad de México  | México      | Bandera de México      | 2-0  | Bandera de El Salvador | El Salvador | 2022        |

### Estados Unidos
| #  | Fecha      | Ciudad           | Local          |                           | Res. |                           | Visitante      | Competición |
| -- | ---------- | ---------------- | -------------- | ------------------------- | ---- | ------------------------- | -------------- | ----------- |
| 1  | 24/05/1934 | Roma             | Estados Unidos | Bandera de Estados Unidos | 4-2  | Bandera de México         | México         | 1934        |
| 2  | 04/09/1949 | Ciudad de México | México         | Bandera de México         | 6-0  | Bandera de Estados Unidos | Estados Unidos | 1950        |
| 3  | 18/09/1949 | Ciudad de México | México         | Bandera de México         | 6-2  | Bandera de Estados Unidos | Estados Unidos | 1950        |
| 4  | 10/01/1954 | Ciudad de México | México         | Bandera de México         | 4-0  | Bandera de Estados Unidos | Estados Unidos | 1954        |
| 5  | 14/01/1954 | Ciudad de México | México         | Bandera de México         | 3-1  | Bandera de Estados Unidos | Estados Unidos | 1954        |
| 6  | 07/04/1957 | Ciudad de México | México         | Bandera de México         | 6-0  | Bandera de Estados Unidos | Estados Unidos | 1958        |
| 7  | 28/04/1957 | Long Beach       | Estados Unidos | Bandera de Estados Unidos | 2-7  | Bandera de México         | México         | 1958        |
| 8  | 06/11/1960 | Los Ángeles      | Estados Unidos | Bandera de Estados Unidos | 3-3  | Bandera de México         | México         | 1962        |
| 9  | 13/11/1960 | Ciudad de México | México         | Bandera de México         | 3-0  | Bandera de Estados Unidos | Estados Unidos | 1962        |
| 10 | 07/03/1965 | Los Ángeles      | Estados Unidos | Bandera de Estados Unidos | 2-2  | Bandera de México         | México         | 1966        |
| 11 | 12/03/1965 | Ciudad de México | México         | Bandera de México         | 2-0  | Bandera de Estados Unidos | Estados Unidos | 1966        |
| 12 | 03/09/1972 | Ciudad de México | México         | Bandera de México         | 3-1  | Bandera de Estados Unidos | Estados Unidos | 1974        |
| 13 | 10/09/1972 | Los Ángeles      | Estados Unidos | Bandera de Estados Unidos | 1-2  | Bandera de México         | México         | 1974        |
| 14 | 03/10/1976 | Los Ángeles      | Estados Unidos | Bandera de Estados Unidos | 0-0  | Bandera de México         | México         | 1978        |
| 15 | 15/10/1976 | Puebla           | México         | Bandera de México         | 3-0  | Bandera de Estados Unidos | Estados Unidos | 1978        |
| 16 | 09/11/1980 | Ciudad de México | México         | Bandera de México         | 5-1  | Bandera de Estados Unidos | Estados Unidos | 1982        |
| 17 | 23/11/1980 | Fort Lauderdale  | Estados Unidos | Bandera de Estados Unidos | 2-1  | Bandera de México         | México         | 1982        |
| 18 | 20/04/1997 | Foxborough       | Estados Unidos | Bandera de Estados Unidos | 2-2  | Bandera de México         | México         | 1998        |
| 19 | 02/11/1997 | Ciudad de México | México         | Bandera de México         | 0-0  | Bandera de Estados Unidos | Estados Unidos | 1998        |
| 20 | 28/02/2001 | Columbus         | Estados Unidos | Bandera de Estados Unidos | 2-0  | Bandera de México         | México         | 2002        |
| 21 | 01/07/2001 | Ciudad de México | México         | Bandera de México         | 1-0  | Bandera de Estados Unidos | Estados Unidos | 2002        |
| 22 | 27/03/2005 | Ciudad de México | México         | Bandera de México         | 2-1  | Bandera de Estados Unidos | Estados Unidos | 2006        |
| 23 | 03/09/2005 | Columbus         | Estados Unidos | Bandera de Estados Unidos | 2-0  | Bandera de México         | México         | 2006        |
| 24 | 11/02/2009 | Columbus         | Estados Unidos | Bandera de Estados Unidos | 2-0  | Bandera de México         | México         | 2010        |
| 25 | 12/08/2009 | Ciudad de México | México         | Bandera de México         | 2-1  | Bandera de Estados Unidos | Estados Unidos | 2010        |
| 26 | 26/03/2013 | Ciudad de México | México         | Bandera de México         | 0-0  | Bandera de Estados Unidos | Estados Unidos | 2014        |
| 27 | 10/09/2013 | Columbus         | Estados Unidos | Bandera de Estados Unidos | 2-0  | Bandera de México         | México         | 2014        |
| 28 | 11/11/2016 | Columbus         | Estados Unidos | Bandera de Estados Unidos | 1-2  | Bandera de México         | México         | 2018        |
| 29 | 11/06/2017 | Ciudad de México | México         | Bandera de México         | 1-1  | Bandera de Estados Unidos | Estados Unidos | 2018        |
| 30 | 12/11/2021 | Cincinnati       | Estados Unidos | Bandera de Estados Unidos | 2-0  | Bandera de México         | México         | 2022        |
| 31 | 24/03/2022 | Ciudad de México | México         | Bandera de México         | 0-0  | Bandera de Estados Unidos | Estados Unidos | 2022        |

### Guatemala
| # | Fecha      | Ciudad                  | Local     |                      | Res. |                      | Visitante | Competición |
| - | ---------- | ----------------------- | --------- | -------------------- | ---- | -------------------- | --------- | ----------- |
| 1 | 30/11/1973 | Puerto Príncipe (Haití) | México    | Bandera de México    | 0-0  | Bandera de Guatemala | Guatemala | 1974        |
| 2 | 19/10/1977 | Ciudad de México        | México    | Bandera de México    | 2-1  | Bandera de Guatemala | Guatemala | 1978        |
| 3 | 04/06/2005 | Guatemala               | Guatemala | Bandera de Guatemala | 0-2  | Bandera de México    | México    | 2006        |
| 4 | 08/10/2005 | San Luis Potosí         | México    | Bandera de México    | 5-2  | Bandera de Guatemala | Guatemala | 2006        |

### Guyana
| # | Fecha      | Ciudad           | Local  |                   | Res. |                   | Visitante | Competición |
| - | ---------- | ---------------- | ------ | ----------------- | ---- | ----------------- | --------- | ----------- |
| 1 | 08/06/2012 | Ciudad de México | México | Bandera de México | 3-1  | Bandera de Guyana | Guyana    | 2014        |
| 2 | 12/10/2012 | Houston          | Guyana | Bandera de Guyana | 0-5  | Bandera de México | México    | 2014        |

### Haití
| # | Fecha      | Ciudad            | Local  |                   | Res. |                   | Visitante | Competición |
| - | ---------- | ----------------- | ------ | ----------------- | ---- | ----------------- | --------- | ----------- |
| 1 | 19/07/1953 | Ciudad de México  | México | Bandera de México | 8-0  | Bandera de Haití  | Haití     | 1954        |
| 2 | 27/12/1953 | Puerto Príncipe   | Haití  | Bandera de Haití  | 0-4  | Bandera de México | México    | 1954        |
| 3 | 18/12/1973 | Puerto Príncipe   | Haití  | Bandera de Haití  | 0-1  | Bandera de México | México    | 1974        |
| 4 | 09/10/1977 | Ciudad de México  | México | Bandera de México | 4-1  | Bandera de Haití  | Haití     | 1978        |
| 5 | 11/11/1981 | Tegucigalpa (HON) | Haití  | Bandera de Haití  | 1-1  | Bandera de México | México    | 1982        |

### Honduras
| #  | Fecha      | Ciudad                  | Local    |                     | Res. |                     | Visitante | Competición |
| -- | ---------- | ----------------------- | -------- | ------------------- | ---- | ------------------- | --------- | ----------- |
| 1  | 28/02/1965 | San Pedro Sula          | Honduras | Bandera de Honduras | 0-1  | Bandera de México   | México    | 1966        |
| 2  | 04/03/1965 | Ciudad de México        | México   | Bandera de México   | 3-0  | Bandera de Honduras | Honduras  | 1966        |
| 3  | 03/12/1973 | Puerto Príncipe (Haití) | Honduras | Bandera de Honduras | 1-1  | Bandera de México   | México    | 1982        |
| 4  | 22/11/1981 | Tegucigalpa             | Honduras | Bandera de Honduras | 0-0  | Bandera de México   | México    | 1982        |
| 5  | 15/11/1992 | Ciudad de México        | México   | Bandera de México   | 2-0  | Bandera de Honduras | Honduras  | 1994        |
| 6  | 13/12/1992 | Tegucigalpa             | Honduras | Bandera de Honduras | 1-1  | Bandera de México   | México    | 1994        |
| 7  | 11/04/1993 | Ciudad de México        | México   | Bandera de México   | 3-0  | Bandera de Honduras | Honduras  | 1994        |
| 8  | 02/05/1993 | Tegucigalpa             | Honduras | Bandera de Honduras | 1-4  | Bandera de México   | México    | 1994        |
| 9  | 21/09/1996 | San Pedro Sula          | Honduras | Bandera de Honduras | 2-1  | Bandera de México   | México    | 1998        |
| 10 | 06/11/1996 | Ciudad de México        | México   | Bandera de México   | 3-1  | Bandera de Honduras | Honduras  | 1998        |
| 11 | 20/06/2001 | San Pedro Sula          | Honduras | Bandera de Honduras | 3-1  | Bandera de México   | México    | 2002        |
| 12 | 11/11/2001 | Ciudad de México        | México   | Bandera de México   | 3-0  | Bandera de Honduras | Honduras  | 2002        |
| 13 | 20/08/2008 | Ciudad de México        | México   | Bandera de México   | 2-1  | Bandera de Honduras | Honduras  | 2010        |
| 14 | 19/11/2008 | San Pedro Sula          | Honduras | Bandera de Honduras | 1-0  | Bandera de México   | México    | 2010        |
| 15 | 01/04/2009 | San Pedro Sula          | Honduras | Bandera de Honduras | 3-1  | Bandera de México   | México    | 2010        |
| 16 | 09/09/2009 | Ciudad de México        | México   | Bandera de México   | 1-0  | Bandera de Honduras | Honduras  | 2010        |
| 17 | 22/03/2013 | San Pedro Sula          | Honduras | Bandera de Honduras | 2-2  | Bandera de México   | México    | 2014        |
| 18 | 06/09/2013 | Ciudad de México        | México   | Bandera de México   | 1-2  | Bandera de Honduras | Honduras  | 2014        |
| 19 | 13/11/2015 | San Pedro Sula          | Honduras | Bandera de Honduras | 0-2  | Bandera de México   | México    | 2018        |
| 20 | 06/09/2016 | Ciudad de México        | México   | Bandera de México   | 0-0  | Bandera de Honduras | Honduras  | 2018        |
| 21 | 08/06/2017 | Ciudad de México        | México   | Bandera de México   | 3-0  | Bandera de Honduras | Honduras  | 2018        |
| 22 | 10/11/2017 | San Pedro Sula          | Honduras | Bandera de Honduras | 3-2  | Bandera de México   | México    | 2018        |
| 23 | 10/10/2021 | Ciudad de México        | México   | Bandera de México   | 3-0  | Bandera de Honduras | Honduras  | 2022        |
| 24 | 27/03/2022 | San Pedro Sula          | Honduras | Bandera de Honduras | 0-1  | Bandera de México   | México    | 2022        |

### Jamaica
| #  | Fecha      | Ciudad           | Local   |                    | Res. |                    | Visitante | Competición |
| -- | ---------- | ---------------- | ------- | ------------------ | ---- | ------------------ | --------- | ----------- |
| 1  | 03/05/1965 | Kingston         | Jamaica | Bandera de Jamaica | 2-3  | Bandera de México  | México    | 1966        |
| 2  | 07/05/1965 | Ciudad de México | México  | Bandera de México  | 8-0  | Bandera de Jamaica | Jamaica   | 1966        |
| 3  | 16/10/1996 | Ciudad de México | México  | Bandera de México  | 2-1  | Bandera de Jamaica | Jamaica   | 1998        |
| 4  | 17/11/1996 | Kingston         | Jamaica | Bandera de Jamaica | 1-0  | Bandera de México  | México    | 1998        |
| 5  | 13/04/1997 | Ciudad de México | México  | Bandera de México  | 6-0  | Bandera de Jamaica | Jamaica   | 1998        |
| 6  | 16/11/1997 | Kingston         | Jamaica | Bandera de Jamaica | 0-0  | Bandera de México  | México    | 1998        |
| 7  | 25/03/2001 | Ciudad de México | México  | Bandera de México  | 4-0  | Bandera de Jamaica | Jamaica   | 2002        |
| 8  | 02/09/2001 | Kingston         | Jamaica | Bandera de Jamaica | 1-2  | Bandera de México  | México    | 2002        |
| 9  | 06/09/2008 | Ciudad de México | México  | Bandera de México  | 3-0  | Bandera de Jamaica | Jamaica   | 2010        |
| 10 | 11/10/2008 | Kingston         | Jamaica | Bandera de Jamaica | 1-0  | Bandera de México  | México    | 2010        |
| 11 | 04/06/2013 | Ciudad de México | México  | Bandera de México  | 0-0  | Bandera de Jamaica | Jamaica   | 2014        |
| 12 | 22/03/2013 | Kingston         | Jamaica | Bandera de Jamaica | 0-1  | Bandera de México  | México    | 2014        |
| 13 | 02/09/2021 | Ciudad de México | México  | Bandera de México  | 2-1  | Bandera de Jamaica | Jamaica   | 2022        |
| 14 | 27/01/2022 | Kingston         | Jamaica | Bandera de Jamaica | 1-2  | Bandera de México  | México    | 2022        |

### Nueva Zelanda
| # | Fecha      | Ciudad           | Local         |                          | Res. |                          | Visitante     | Competición |
| - | ---------- | ---------------- | ------------- | ------------------------ | ---- | ------------------------ | ------------- | ----------- |
| 1 | 13/10/2013 | Ciudad de México | México        | Bandera de México        | 5-1  | Bandera de Nueva Zelanda | Nueva Zelanda | 2014        |
| 2 | 20/11/2013 | Wellington       | Nueva Zelanda | Bandera de Nueva Zelanda | 2-4  | Bandera de México        | México        | 2014        |

### Panamá
| #  | Fecha      | Ciudad           | Local  |                   | Res. |                   | Visitante | Competición |
| -- | ---------- | ---------------- | ------ | ----------------- | ---- | ----------------- | --------- | ----------- |
| 1  | 16/07/2000 | Panamá           | Panamá | Bandera de Panamá | 0-1  | Bandera de México | México    | 2002        |
| 2  | 03/09/2000 | Ciudad de México | México | Bandera de México | 7-1  | Bandera de Panamá | Panamá    | 2002        |
| 3  | 30/03/2005 | Panamá           | Panamá | Bandera de Panamá | 1-1  | Bandera de México | México    | 2006        |
| 4  | 07/09/2005 | Ciudad de México | México | Bandera de México | 5-0  | Bandera de Panamá | Panamá    | 2006        |
| 5  | 97/06/2013 | Panamá           | Panamá | Bandera de Panamá | 0-0  | Bandera de México | México    | 2014        |
| 6  | 11/10/2013 | Ciudad de México | México | Bandera de México | 2-1  | Bandera de Panamá | Panamá    | 2014        |
| 7  | 15/11/2016 | Panamá           | Panamá | Bandera de Panamá | 0-0  | Bandera de México | México    | 2018        |
| 8  | 01/09/2017 | Ciudad de México | México | Bandera de México | 1-0  | Bandera de Panamá | Panamá    | 2018        |
| 9  | 8/09/2021  | Panamá           | Panamá | Bandera de Panamá | 1-1  | Bandera de México | México    | 2022        |
| 10 | 02/02/2022 | Ciudad de México | México | Bandera de México | 1-0  | Bandera de Panamá | Panamá    | 2022        |

### Paraguay
| # | Fecha      | Ciudad           | Local    |                     | Res. |                     | Visitante | Competición |
| - | ---------- | ---------------- | -------- | ------------------- | ---- | ------------------- | --------- | ----------- |
| 1 | 29/10/1961 | Ciudad de México | México   | Bandera de México   | 1-0  | Bandera de Paraguay | Paraguay  | 1962        |
| 2 | 05/11/1961 | Asunción         | Paraguay | Bandera de Paraguay | 0-0  | Bandera de México   | México    | 1962        |

### San Cristóbal y Nieves
| # | Fecha      | Ciudad      | Local                  |                                   | Res. |                                   | Visitante              | Competición |
| - | ---------- | ----------- | ---------------------- | --------------------------------- | ---- | --------------------------------- | ---------------------- | ----------- |
| 1 | 13/11/2004 | Miami (EUA) | San Cristóbal y Nieves | Bandera de San Cristobal y Nieves | 0-5  | Bandera de México                 | México                 | 2006        |
| 2 | 17/11/2004 | Monterrey   | México                 | Bandera de México                 | 8-0  | Bandera de San Cristobal y Nieves | San Cristóbal y Nieves | 2006        |

### San Vicente y las Granadinas
| # | Fecha      | Ciudad           | Local       |                                         | Res. |                                         | Visitante   | Competición |
| - | ---------- | ---------------- | ----------- | --------------------------------------- | ---- | --------------------------------------- | ----------- | ----------- |
| 1 | 08/11/1992 | Kingstown        | San Vicente | Bandera de San Vicente y las Granadinas | 0-4  | Bandera de México                       | México      | 1994        |
| 2 | 06/12/1992 | Ciudad de México | México      | Bandera de México                       | 11-0 | Bandera de San Vicente y las Granadinas | San Vicente | 1994        |
| 3 | 15/09/1996 | Kingstown        | San Vicente | Bandera de San Vicente y las Granadinas | 0-3  | Bandera de México                       | México      | 1998        |
| 4 | 30/10/1996 | Ciudad de México | México      | Bandera de México                       | 5-1  | Bandera de San Vicente y las Granadinas | San Vicente | 1998        |
| 5 | 06/10/2004 | Pachuca          | México      | Bandera de México                       | 7-0  | Bandera de San Vicente y las Granadinas | San Vicente | 2006        |
| 6 | 10/10/2004 | Kingstown        | San Vicente | Bandera de San Vicente y las Granadinas | 0-1  | Bandera de México                       | México      | 2006        |

### Surinam
| # | Fecha      | Ciudad    | Local  |                   | Res. |                    | Visitante | Competición |
| - | ---------- | --------- | ------ | ----------------- | ---- | ------------------ | --------- | ----------- |
| 1 | 15/10/1977 | Monterrey | México | Bandera de México | 8-1  | Bandera de Surinam | Surinam   | 1978        |

### Trinidad y Tobago
| #  | Fecha      | Ciudad                  | Local             |                              | Res. |                              | Visitante         | Competición |
| -- | ---------- | ----------------------- | ----------------- | ---------------------------- | ---- | ---------------------------- | ----------------- | ----------- |
| 1  | 14/12/1973 | Puerto Príncipe (Haití) | Trinidad y Tobago | Bandera de Trinidad y Tobago | 4-0  | Bandera de México            | México            | 1974        |
| 2  | 23/07/2000 | Puerto España           | Trinidad y Tobago | Bandera de Trinidad y Tobago | 1-0  | Bandera de México            | México            | 2002        |
| 3  | 08/10/2000 | Ciudad de México        | México            | Bandera de México            | 7-0  | Bandera de Trinidad y Tobago | Trinidad y Tobago | 2002        |
| 4  | 25/04/2001 | Puerto España           | Trinidad y Tobago | Bandera de Trinidad y Tobago | 1-1  | Bandera de México            | México            | 2002        |
| 5  | 05/09/2001 | Ciudad de México        | México            | Bandera de México            | 3-0  | Bandera de Trinidad y Tobago | Trinidad y Tobago | 2002        |
| 6  | 08/09/2004 | Puerto España           | Trinidad y Tobago | Bandera de Trinidad y Tobago | 1-3  | Bandera de México            | México            | 2006        |
| 7  | 13/10/2004 | Puebla                  | México            | Bandera de México            | 3-0  | Bandera de Trinidad y Tobago | Trinidad y Tobago | 2006        |
| 8  | 08/06/2005 | Monterrey               | México            | Bandera de México            | 2-0  | Bandera de Trinidad y Tobago | Trinidad y Tobago | 2006        |
| 9  | 12/10/2005 | Puerto España           | Trinidad y Tobago | Bandera de Trinidad y Tobago | 2-1  | Bandera de México            | México            | 2006        |
| 10 | 10/06/2009 | Ciudad de México        | México            | Bandera de México            | 2-1  | Bandera de Trinidad y Tobago | Trinidad y Tobago | 2010        |
| 11 | 14/10/2009 | Puerto España           | Trinidad y Tobago | Bandera de Trinidad y Tobago | 2-2  | Bandera de México            | México            | 2010        |
| 12 | 28/03/2017 | Puerto España           | Trinidad y Tobago | Bandera de Trinidad y Tobago | 0-1  | Bandera de México            | México            | 2018        |
| 13 | 06/10/2017 | San Luis Potosí         | México            | Bandera de México            | 3-1  | Bandera de Trinidad y Tobago | Trinidad y Tobago | 2018        |

## Estadísticas finales

### Balance general
- Actualizado al último partido disputado el 30 de marzo de 2022.
- La participación en la Copa del Mundo Uruguay 1930 fue por medio de invitación, por lo que no existió proceso clasificatorio.
- Los 4 partidos de la Copa NAFC 1949 y 15 duelos correspondientes a los Campeonatos de Naciones de la CONCACAF de 1973, 1977 y 1981, pertenecen también a la eliminatoria mundialista.

| Edición | Resultado                          | Posición                           | PJ                                 | PG                                 | PE                                 | PP                                 | GF                                 | GC                                 | Dif.                               | Pts.                               | Rend.                              | Goleador                                   |
| ------- | ---------------------------------- | ---------------------------------- | ---------------------------------- | ---------------------------------- | ---------------------------------- | ---------------------------------- | ---------------------------------- | ---------------------------------- | ---------------------------------- | ---------------------------------- | ---------------------------------- | ------------------------------------------ |
| 1930    | Invitado                           | Invitado                           | Invitado                           | Invitado                           | Invitado                           | Invitado                           | Invitado                           | Invitado                           | Invitado                           | Invitado                           | Invitado                           | Invitado                                   |
| 1934    | No clasificó                       | 2.º                                | 4                                  | 3                                  | 0                                  | 1                                  | 14                                 | 7                                  | 7                                  | 6                                  | 75%                                | Dionisio Mejía: 7                          |
| 1938    | No participó                       | No participó                       | No participó                       | No participó                       | No participó                       | No participó                       | No participó                       | No participó                       | No participó                       | No participó                       | No participó                       | No participó                               |
| 1950    | Clasificó                          | 1.º                                | 4                                  | 4                                  | 0                                  | 0                                  | 17                                 | 2                                  | 15                                 | 8                                  | 100%                               | de la Fuente, Casarín: 4                   |
| 1954    | Clasificó                          | 1.º                                | 4                                  | 4                                  | 0                                  | 0                                  | 19                                 | 1                                  | 18                                 | 8                                  | 100%                               | Tomás Balcázar: 5                          |
| 1958    | Clasificó                          | 1.º                                | 6                                  | 5                                  | 1                                  | 0                                  | 21                                 | 3                                  | 18                                 | 11                                 | 91.6%                              | Crescencio Gutiérrez: 5                    |
| 1962    | Clasificó                          | 1.º                                | 8                                  | 4                                  | 3                                  | 1                                  | 18                                 | 5                                  | 13                                 | 11                                 | 68.7%                              | Salvador Reyes: 6                          |
| 1966    | Clasificó                          | 1.º                                | 8                                  | 6                                  | 2                                  | 0                                  | 20                                 | 4                                  | 16                                 | 14                                 | 87.5%                              | Isidoro Díaz: 5                            |
| 1970    | Anfitrión                          | Anfitrión                          | Anfitrión                          | Anfitrión                          | Anfitrión                          | Anfitrión                          | Anfitrión                          | Anfitrión                          | Anfitrión                          | Anfitrión                          | Anfitrión                          | Anfitrión                                  |
| 1974    | No clasificó                       | 3.º                                | 9                                  | 6                                  | 2                                  | 1                                  | 18                                 | 8                                  | 10                                 | 14                                 | 77.7%                              | Octavio Muciño: 4                          |
| 1978    | Clasificó                          | 1.º                                | 9                                  | 6                                  | 2                                  | 1                                  | 23                                 | 6                                  | 17                                 | 14                                 | 77.7%                              | Víctor Rangel: 6                           |
| 1982    | No clasificó                       | 3.º                                | 9                                  | 2                                  | 5                                  | 2                                  | 14                                 | 8                                  | 6                                  | 9                                  | 50%                                | Hugo Sánchez: 6                            |
| 1986    | Anfitrión                          | Anfitrión                          | Anfitrión                          | Anfitrión                          | Anfitrión                          | Anfitrión                          | Anfitrión                          | Anfitrión                          | Anfitrión                          | Anfitrión                          | Anfitrión                          | Anfitrión                                  |
| 1990    | Suspendido (véase Los cachirules). | Suspendido (véase Los cachirules). | Suspendido (véase Los cachirules). | Suspendido (véase Los cachirules). | Suspendido (véase Los cachirules). | Suspendido (véase Los cachirules). | Suspendido (véase Los cachirules). | Suspendido (véase Los cachirules). | Suspendido (véase Los cachirules). | Suspendido (véase Los cachirules). | Suspendido (véase Los cachirules). | Suspendido (véase Los cachirules).         |
| 1994    | Clasificó                          | 1.º                                | 12                                 | 9                                  | 1                                  | 2                                  | 39                                 | 8                                  | 31                                 | 19                                 | 79.1%                              | Francisco Uribe: 7                         |
| 1998    | Clasificó                          | 1.º                                | 16                                 | 8                                  | 6                                  | 2                                  | 37                                 | 13                                 | 24                                 | 30                                 | 62.5%                              | Carlos Hermosillo: 11                      |
| 2002    | Clasificó                          | 2.º                                | 16                                 | 9                                  | 3                                  | 4                                  | 33                                 | 11                                 | 22                                 | 30                                 | 62.5%                              | Cuauhtémoc Blanco: 9                       |
| 2006    | Clasificó                          | 2.º                                | 18                                 | 15                                 | 1                                  | 2                                  | 67                                 | 10                                 | 57                                 | 46                                 | 85.1%                              | Jared Borgetti: 14                         |
| 2010    | Clasificó                          | 2.º                                | 18                                 | 11                                 | 2                                  | 5                                  | 36                                 | 18                                 | 18                                 | 35                                 | 64.8%                              | Borgetti, Blanco, Vela, Pardo, Guardado: 3 |
| 2014    | Clasificó                          | 4.º                                | 18                                 | 10                                 | 5                                  | 3                                  | 31                                 | 14                                 | 17                                 | 35                                 | 64.8%                              | Oribe Peralta: 10                          |
| 2018    | Clasificó                          | 1.º                                | 16                                 | 11                                 | 4                                  | 1                                  | 29                                 | 8                                  | 21                                 | 37                                 | 77.0%                              | Hirving Lozano: 4                          |
| 2022    | Clasificó                          | 2.º                                | 14                                 | 8                                  | 4                                  | 2                                  | 17                                 | 8                                  | 9                                  | 28                                 | 62.5%                              | Raúl Jiménez: 3                            |
| 2026    | Anfitrión                          | Anfitrión                          | Anfitrión                          | Anfitrión                          | Anfitrión                          | Anfitrión                          | Anfitrión                          | Anfitrión                          | Anfitrión                          | Anfitrión                          | Anfitrión                          | Anfitrión                                  |
| Total   | 17/21                              | 1.º                                | 189                                | 121                                | 41                                 | 27                                 | 453                                | 134                                | 319                                | 354                                | 72.7%                              | Jared Borgetti: 23                         |

### Por rival
| Selección                    | PJ  | PG  | PE | PP | GF  | GC  | Dif. | Rend.  | MR   |
| ---------------------------- | --- | --- | -- | -- | --- | --- | ---- | ------ | ---- |
| Antillas Neerlandesas        | 3   | 2   | 1  | 0  | 15  | 0   | +15  | 77.78% | 8-0  |
| Belice                       | 2   | 2   | 0  | 0  | 9   | 0   | +9   | 100%   | 7-0  |
| Canadá                       | 22  | 12  | 8  | 2  | 39  | 15  | +24  | 71.67% | 4-0  |
| Costa Rica                   | 24  | 12  | 8  | 4  | 33  | 14  | +19  | 60.61% | 4-0  |
| Cuba                         | 6   | 6   | 0  | 0  | 21  | 3   | +18  | 100%   | 5-0  |
| Dominica                     | 2   | 2   | 0  | 0  | 18  | 0   | +18  | 100%   | 8-0  |
| El Salvador                  | 14  | 11  | 0  | 3  | 32  | 10  | +22  | 75%    | 5-0  |
| Estados Unidos               | 31  | 16  | 8  | 7  | 68  | 35  | +33  | 63.22% | 6-0  |
| Guatemala                    | 4   | 3   | 1  | 0  | 9   | 3   | +6   | 83.33% | 5-2  |
| Guyana                       | 2   | 2   | 0  | 0  | 8   | 1   | +7   | 100%   | 5-0  |
| Haití                        | 5   | 4   | 1  | 0  | 18  | 2   | +16  | 86.67% | 8-0  |
| Honduras                     | 24  | 13  | 5  | 6  | 41  | 21  | +20  | 57.58% | 4-1  |
| Jamaica                      | 14  | 10  | 2  | 2  | 33  | 8   | +25  | 72.22% | 8-0  |
| Nueva Zelanda                | 2   | 2   | 0  | 0  | 9   | 3   | +6   | 100%   | 5-1  |
| Panamá                       | 10  | 6   | 4  | 0  | 19  | 4   | +15  | 75%    | 7-1  |
| Paraguay                     | 2   | 1   | 1  | 0  | 1   | 0   | +1   | 66.67% | 1-0  |
| San Cristóbal y Nieves       | 2   | 2   | 0  | 0  | 13  | 0   | +13  | 100%   | 8-0  |
| San Vicente y las Granadinas | 6   | 6   | 0  | 0  | 31  | 1   | +30  | 100%   | 11-0 |
| Surinam                      | 1   | 1   | 0  | 0  | 8   | 1   | +7   | 100%   | 8-1  |
| Trinidad y Tobago            | 13  | 8   | 2  | 3  | 28  | 13  | +15  | 66.67% | 7-0  |
| Total                        | 189 | 121 | 41 | 27 | 453 | 134 | +319 | 71.62% | 11-0 |

### Máximos goleadores
| Jugador                                   | Goles | Partidos | Promedio | Ref.  |
| ----------------------------------------- | ----- | -------- | -------- | ----- |
| Jared Borgetti                            | 23    | 24       | 0.96     | [ 3 ] |
| Carlos Hermosillo                         | 15    | 19       | 0.79     | [ 4 ] |
| Hugo Sánchez                              | 13    | 18       | 0.72     | [ 5 ] |
| Cuauhtémoc Blanco                         | 12    | 30       | 0.4      | [ 6 ] |
| Jaime Lozano                              | 11    | 11       | 1        | [ 7 ] |
| Salvador Reyes                            | 11    | 16       | 0.69     | [ 8 ] |
| Oribe Peralta                             | 11    | 16       | 0.69     | [ 9 ] |
| Última actualización: 30 de marzo de 2022 |       |          |          |       |

### Más encuentros
| Jugador                                   | Participaciones              | Partidos | Ref.   |
| ----------------------------------------- | ---------------------------- | -------- | ------ |
| Andrés Guardado                           | 2010, 2014, 2018, 2022       | 48       | [ 10 ] |
| Claudio Suárez                            | 1994, 1998, 2002             | 39       | [ 11 ] |
| Pável Pardo                               | 1998, 2002, 2006, 2010       | 39       | [ 12 ] |
| Carlos Salcido                            | 2006, 2010, 2014             | 39       | [ 13 ] |
| Rafael Márquez                            | 2002, 2006, 2010, 2014, 2018 | 38       | [ 14 ] |
| Guillermo Ochoa                           | 2006, 2010, 2014, 2018, 2022 | 33       | [ 15 ] |
| Cuauhtémoc Blanco                         | 1998, 2002, 2010             | 30       | [ 6 ]  |
| Última actualización: 30 de marzo de 2022 |                              |          |        |